# Not Quite Dead (cómic)
"Not Quite Dead": serie de historietas del estadounidense afincado en Francia Gilbert Shelton y el francés Pic (Denis Lelièvre, n. 1961).
El título es el nombre de una imaginaria banda de músicos: la más famosa entre las que nunca han grabado un disco.

## Personajes principales

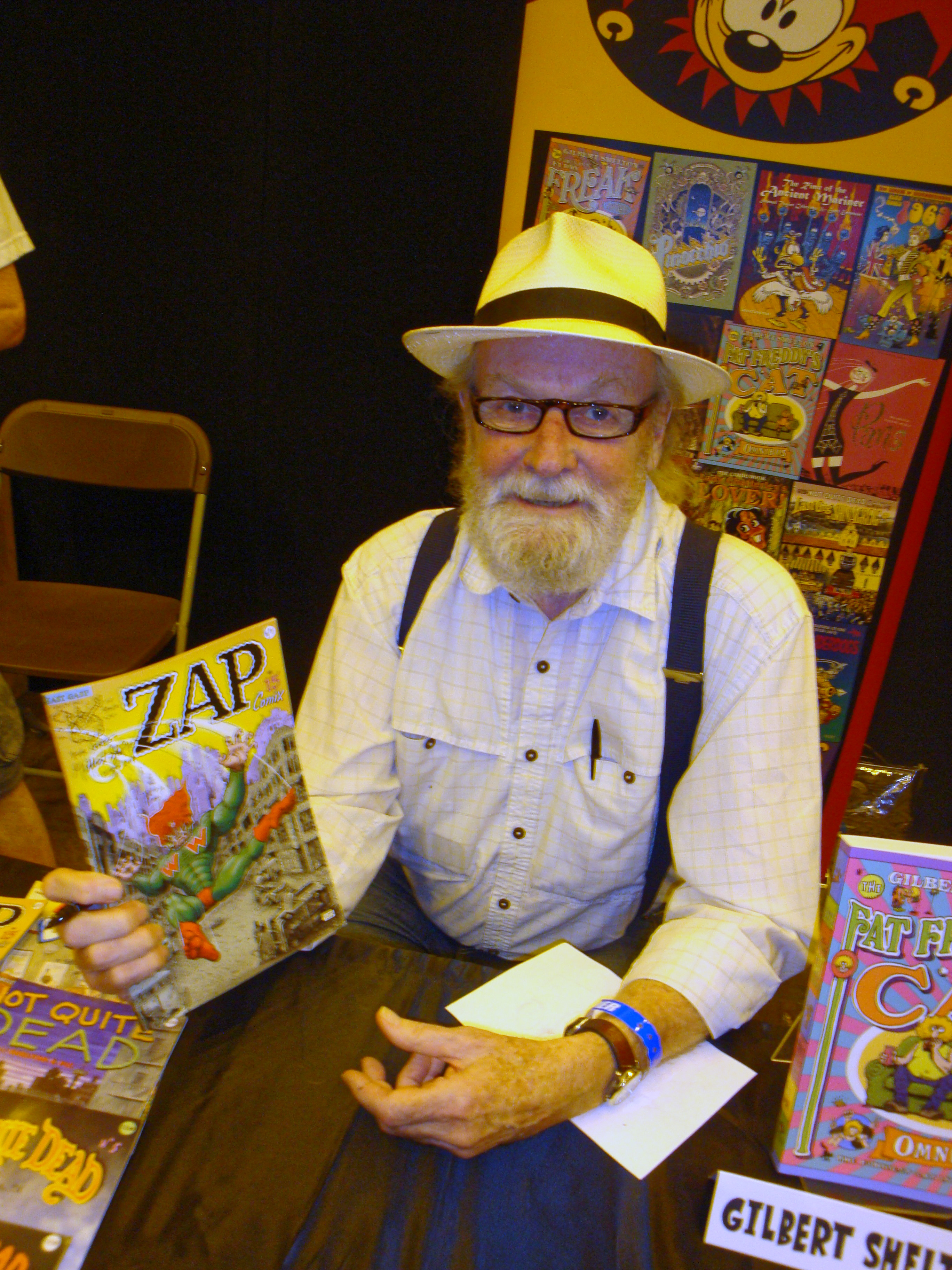
Shelton en la edición del 2013
de la London Film and Comic Con,
mostrando la portada de un número de
Zap Comix con la imagen de Superserdo;
a la izquierda, varios números de Not Quite Dead;
a la derecha, uno de Fat Freddy's Cat;
detrás, otro de los Freak Brothers
y otro de Fat Freddy's Cat.

La serie narra las peripecias de los integrantes del grupo, ya talludos, que son:
Sweaty Eddie ("Edu el sudao", por Harry "Sweets" Edison).
Elephant Fingers (por elegant fingers).
Felonius Punk (por Thelonious Monk).
Thor (¿por los bajos de marca Thor, por el amplificador de bajo Thor, de Gibson, o por el cantante y actor francés Thor Schenker?).
Cat Whittington:
Este último nombre hace alusión al cuento tradicional británico, que se remonta a una historia persa del s. X, "Dick Whittington and His Cat", en el que el personaje principal, que se hace rico librando a la gente de las ratas o los ratones soltando a su gato o vendiéndoselo, se basa en Richard Whittington (c. 1354–1423), comerciante y político que fue alcalde de Londres cuatro veces (en el cuento, tres).
La pista hasta la historia del siglo X, hallada en un manuscrito persa del siglo XIII, fue seguida por el diplomático británico William Gore Ouseley (1797-1866), según cuenta en su libro "Travels in Various Countries of the East; More Particularly Persia" ("Viajes a varios países de Oriente; en particular, a Persia"; 1819).
La historia tal vez llegara a Inglaterra a partir de la "Novella delle gatte", cuento que forma parte de la obra "I Motti e facezie del Piovano Arlotto" ("Los dichos y agudezas del Piovano Arlotto"). Esta obra acerca de las bromas que hacía el sacerdote florentino Arlotto Mainardi (1426-1468), llamado el Piovano (o Piovane) Arlotto, fue publicada por algún amigo suyo en 1483. No obstante, la historia del enriquecimiento con el gato ya figura en una crónica alemana del siglo XIII (enlace roto disponible en Internet Archive; véase el historial, la primera versión y la última)..
En The Sacred Sands of Pootweet (algo así como Las arenas sagradas de Agualpedete), una de las historias de la serie Fat Freddy's Cat, el amo, intentando emular a Dick Whittington, vende el gato al gobierno de un país rico en petróleo, que lo quiere para que lo limpie de ratones.
Además de los músicos, aparece en las historietas de Not Quite Dead Gnarly Charlie (Carlote el Pegote), el representante del grupo.

## Publicación
De la serie, cuyos personajes habían aparecido por primera vez en 1988 en la portada del n.º 19 de la colección Rip Off Comix (de la editorial Rip Off Press) y de la que se había publicado una historieta en el n.º 25 de la misma revista, hay al menos 6 álbumes (el último de estos 6, publicado en el 2005).
En los Estados Unidos, estas historietas las publica en esa misma colección la misma editorial, fundada entre otros por el propio Shelton en 1969.
En Francia, la difusión de la serie corre a cargo de la revista Flag.

## Colectivos que comparten el nombre
Hay varios grupos de rock con el mismo nombre que este otro imaginario, Not Quite Dead, entre ellos alguno francés y alguno español.